# Typhon Durian
Le typhon Durian (Administration des services atmosphériques, géophysiques et astronomiques des Philippines (PAGASA) : Reming) est un violent cyclone tropical qui a fait des ravages aux Philippines en fin novembre 2006, causant des pertes humaines importantes par des coulées de boue sur les pentes du volcan Mayon qui ont enseveli de nombreux villages. Le typhon a touché terre pour la première fois aux Philippines, entraînant des vents forts et de fortes pluies. Après avoir causé d'énormes dégâts aux Philippines, il est ressorti dans la mer de Chine méridionale et s'est légèrement affaibli, avant de réussir à se réorganiser et à se transformer en typhon peu de temps avant sa deuxième touche au Vietnam près de Ho Chi Minh-Ville.
Au total, Durian a tué plus de 1 500 personnes, et laissé des centaines d'autres disparus. Les dommages causés par le typhon aux Philippines se sont élevés à 5,086 milliards de PHP (130 millions de dollars US) et au moins 1399 morts,,. Au Vietnam, ce sont 85 personnes tuées et 1 379 autres blessées, ainsi que des dommages estimés à 450 millions de dollars.

## Évolution météorologique
Le typhon Durian s'est formé sous forme de dépression tropicale le 24 novembre près de l'État de Chuuk. Situé au sud d'une crête, le système s'est déplacé vers l'ouest-nord-ouest à travers une région de faible cisaillement du vent et de bonne divergence d'altitude. Tard le 26 novembre, la dépression s'est intensifiée en une tempête tropicale et a été nommée Durian par l'Agence météorologique du Japon (JMA). Un renforcement constant a eu lieu au cours des deux jours suivants alors que le système s'approchait des Philippines. Après avoir atteint le statut de typhon le 29 novembre, Durian a connu une période d'intensification rapide, culminant avec des vents maximums soutenus sur 10 minutes de 195 km/h (250 km/h sur une minute) et une pression barométrique centrale de 915 hPa. Le typhon a frôlé la côte sud des Catanduanes à cette intensité le 30 novembre, où une rafale record de 320 km/h a été observée,.
Un léger affaiblissement a eu lieu avant que la tempête ne touche terre dans la région de Bicol. L'interaction avec le relief a précipité une nouvelle dégradation de la tempête, bien qu'elle ait conservé son statut de typhon lors de son émergence au-dessus de la mer de Chine méridionale le 1er décembre après avoir passé à seulement 80 km au sud de la région métropolitaine de Manille. Une certaine réintensification s'est produite ensuite, Durian atteignant un pic secondaire le 3 décembre,.
Par la suite, des conditions de plus en plus hostiles l'ont affaibli en une violente tempête tropicale alors qu'il tournait vers le sud-ouest. La tempête s'est d'abord intensifiée avant de frapper le sud du Vietnam tôt le 5 décembre à la force d'un typhon minimal avant de se transformer en dépression tropicale. Le système tourna de nouveau vers l'ouest et traversa la péninsule Malaise. Le JMA a cessé de suivre la tempête le 6 décembre lorsqu'elle a traversé l'ouest de 100 ° E dans le bassin nord de l'océan Indien,. Le Joint Typhoon Warning Center (JTWC) a continué à la suivre à travers le golfe du Bengale où la dépression a dégénéré en une dépression résiduelle le 6 décembre avant de se dissiper finalement trois jours plus tard au large des côtes de l'Andhra Pradesh en Inde.

## Retrait
Lors de la 39e session conjointe de la Commission économique et sociale pour l'Asie et le Pacifique et du Comité des typhons de l'Organisation météorologique mondiale à Manille du 4 au 9 décembre 2006, peu après Durian, le nom Durian a été retiré des listes futures et remplacé par Mangkhut en 2008,. PAGASA a également retiré le nom local Reming en 2006 et l'a remplacé par Ruby.